# Salix reinii
Salix reinii är en videväxtart. Salix reinii ingår i släktet viden, och familjen videväxter.

## Underarter
Arten delas in i följande underarter:
- S. r. eriocarpa
- S. r. reinii
- S. r. tontomussirensis